# Jacopino da Carrara (XII secolo)

Stemma Da Carrara

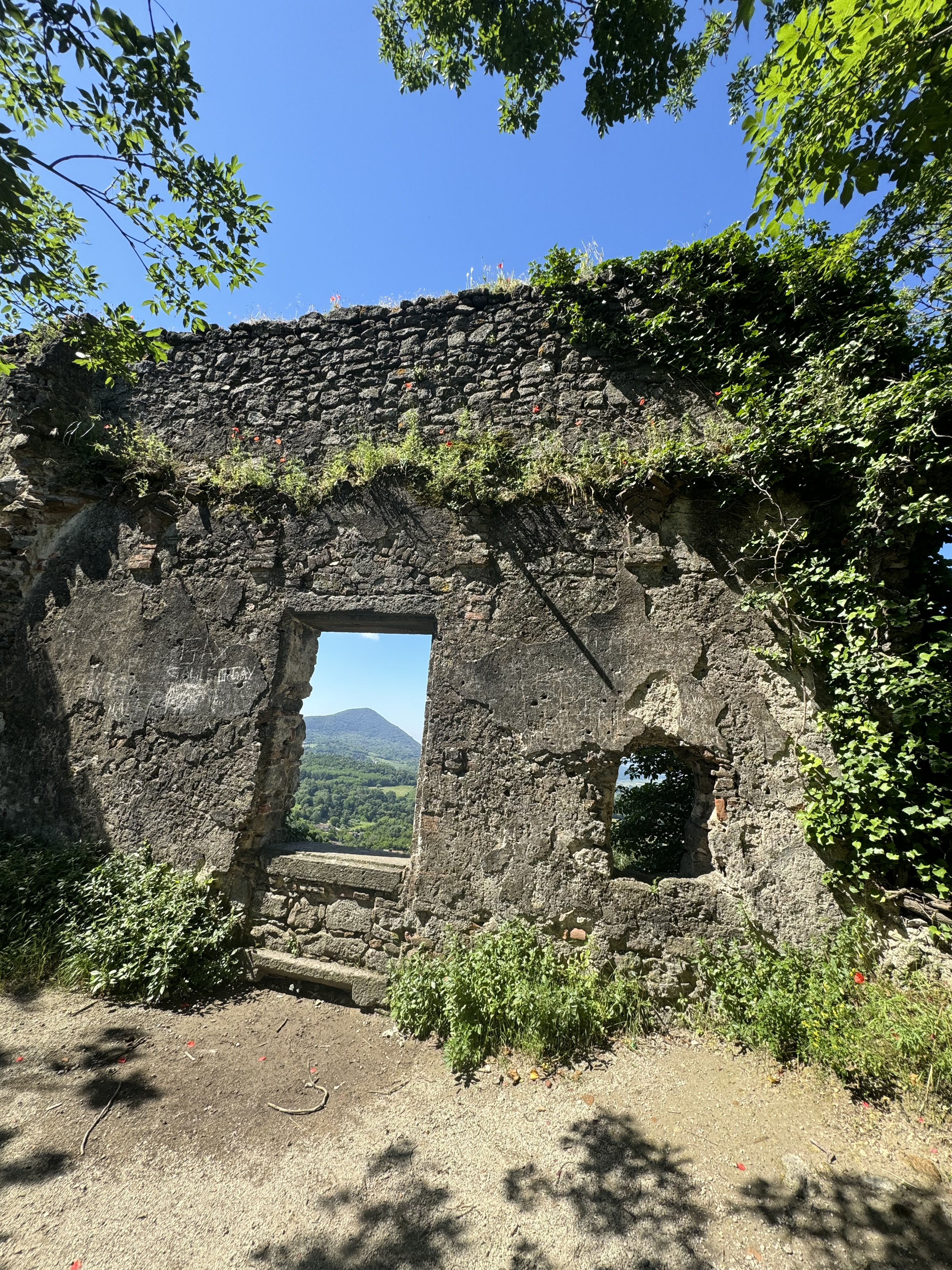
Resti del castello di Rocca Pendice

Jacopino da Carrara (Padova, ... – Padova, 1190 circa) è stato un politico italiano.

## Biografia
Era figlio di Marsilio (?-1163) e di Galearca ed era fedele alla parte imperiale.
Aveva sposato nel 1163 circa Speronella Dalesmanni, nobile e ricca feudataria del vescovo di Padova allorché il vicario imperiale di Padova, il conte Pagano della Torre si invaghì di lei e la rapì, portandola nella Rocca Pendice di Teolo.
Il fratello di Speronella, Dalesmanino, giurò vendetta e organizzò l'assedio con i nobili di Padova, che portò, il 23 giugno 1164, alla sconfitta del rappresentante dell'imperatore Federico Barbarossa, dichiarando così la nascita del libero comune di Padova. Da qui ebbe inizio la guerra d'Italia contro gli imperatori, che si concluse nel 1183 con la Pace di Costanza. Il conte Pagano si ritirò da Padova e Jacopino, nonostante l'oltraggio ricevuto, rimase fedele all'imperatore.
Nel 1174 venne nominato podestà di Treviso. Morì nel 1190 circa.

## Discendenza
Jacopino sposò in prime nozze Speronella Dalesmanni, dalla quale divorziò e sposò in seconde nozze Maria di Albertino da Baone (?-dopo 1215).
Ebbe sette figli:
- Marsiglio (?-1210)
- Albertino
- Anna
- Jacopino (?-1262 ca.), politico
- India
- Uguccione
- Pierconte, politico.